# Syrphus dimidiatus
Syrphus dimidiatus är en tvåvingeart som beskrevs av Macquart 1834. Syrphus dimidiatus ingår i släktet solblomflugor, och familjen blomflugor. Inga underarter finns listade i Catalogue of Life.